# Vilseck
Vilseck är en stad i Landkreis Amberg-Sulzbach i Regierungsbezirk Oberpfalz i förbundslandet Bayern i Tyskland.